# スライス (バンド)
スライス（Thrice）は、アメリカ合衆国カリフォルニア州アーバイン出身のポスト・ハードコア・バンド。バンドはボーカリストのダスティン・ケンスルーとギタリスト、テッペイ・テラニシにより1998年8月結成される。パンク・バンドとしての認識が強いが、サウンドにはヘヴィメタルからの影響が色濃く見受けられる。
学校を通して知り合ったダスティン・ケンスルーとテッペイ・テラニシはいくつかのバンドで一緒にプレイする仲であった。その後、テッペイがスケートボード仲間であったエディー・ブレッケンリッジをベーシストとして誘い、エディーの兄であるライリー・ブレッケンリッジがさらに参加したことによりバンドは結成される。

## メンバー
- ダスティン・ケンスルー (Dustin Kensrue - 1980年11月18日) - リードボーカル、ギター
- エディー・ブレッケンリッジ (Eddie Breckenridge) - ベース、ボーカル
- ライリー・ブレッケンリッジ (Riley Breckenridge - 1975年1月5日) - ドラム
- テッペイ・テラニシ (寺西哲平 / Teppei Teranishi - 1980年9月13日) - リードギター、キーボード

アメリカで生まれ育った日本人で、母親は大学の日本語講師である。

## ディスコグラフィ

### スタジオ・アルバム
- Identity Crisis (2000年)
- The Illusion of Safety (2002年)
- 『ザ・アーティスト・イン・ザ・アンビュランス』 - The Artist in the Ambulance (2003年)
- 『ヴィースー』 - Vheissu (2005年)
- 『ジ・アルケミー・インデックス VOLS.1&2』 - The Alchemy Index Vols. I & II (2007年)
- 『ジ・アルケミー・インデックス Vols.3&4 エアー・アンド・アース』 - The Alchemy Index Vols. III & IV (2008年)
- 『ベガーズ』 - Beggars (2009年)
- 『メジャー・マイナー』 - Major/Minor (2011年)
- To Be Everywhere Is to Be Nowhere (2016年)
- Palms (2018年)
- Horizons/East (2021年)

### ライブ・アルバム
- Live at the House of Blues (2008年)
- 『アンソロジー』 - Anthology (2012年)

### コンピレーション・アルバム
- If We Could Only See Us Now (2005年)
- The Alchemy Index (2009年)